# Ortho-ester

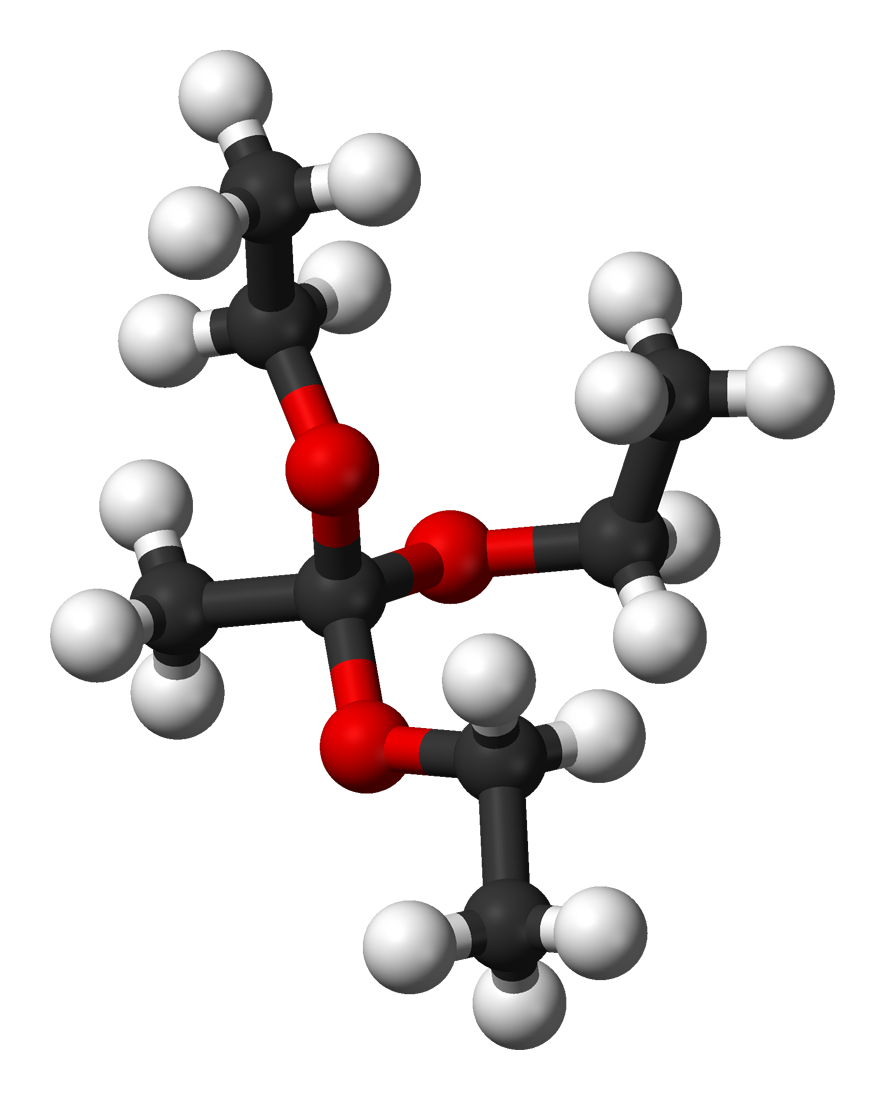
Molecuulmodel van ethylorthoacetaat, een ortho-ester.

In de organische chemie is een ortho-ester een functionele groep waarin drie alkoxygroepen aan één koolstofatoom gekoppeld zijn. De naam wordt ook gebruikt voor elke organische verbinding waarin een dergelijke functionaliteit voorkomt. Een voorbeeld uit deze groep verbindingen is ethylorthoacetaat.
Ortho-esters worden in de organische synthese toegepast als beschermende groep voor esters. Ze zijn te beschouwen als het acetaal van een ester.

## Synthese
Ortho-esters kunnen gesynthetiseerd worden door reactie tussen nitrilen en alcoholen onder invloed van een zuur:
{\displaystyle {\ce {R-CN + 3R'-OH -> RC(OR')3 + NH3}}}
Dit wordt de Pinner-reactie genoemd.

## Reacties

### Hydrolyse
Ortho-esters hydrolyseren makkelijk onder vorming van een ester en een alcohol:
{\displaystyle {\ce {RC(OR')3 + H2O -> RCO2R' + 2R'-OH}}}
Zo kan methylorthoformiaat onder zure omstandigheden tot methylformiaat en methanol gehydrolyseerd worden. Worden de reactieomstandigheden vervolgens basisch gemaakt, dan volgt verdere hydrolyse (of verzeping) tot een zout van mierenzuur (een formiaat) en methanol.

## Voorbeelden van veelgebruikte ortho-esters
- Ethylorthoacetaat
- Methylorthoacetaat
- Methylorthoformiaat